# Filótas (Flórina)
Filótas, en grec moderne : Φιλώτας, est une ville et un ancien dème du district régional de Flórina, en Macédoine-Occidentale, Grèce. Depuis 2010, il est fusionné au sein du dème d'Amýnteo.
Selon le recensement de 2011, la population du dème s'élève à 4 524 habitants tandis que celle de la ville compte 1 772 habitants.